# Kameron Chatman
Kameron Chatman (Portland, Oregon, 1 de junio de 1996) es un baloncestista estadounidense. Juega de alero y actualmente juega en el BK Pardubice de la NBL checa.

## Carrera
Es un alero formado a caballo entre los Michigan Wolverines y Detroit Mercy Titans, que tras no ser drafteado en 2018, debutó como profesional en Turquía en las filas del Pınar Karşıyaka.